# Jellegbitorlás
A jellegbitorlás (angolul passing off) olyan jogsértő cselekmény,  amelyet a magyar jogban a tisztességtelen piaci magatartás és a versenykorlátozás tilalmáról szóló 1996. évi LVII. törvény (Tpvt.) 6. §-a fogalmaz meg:

„Tilos valamely forgalomképes ingó dolgot (a továbbiakban: termék) vagy szolgáltatást a versenytárs hozzájárulása nélkül olyan jellegzetes külsővel, csomagolással, megjelöléssel - ideértve az eredetmegjelölést is - vagy elnevezéssel előállítani, forgalmazni vagy reklámozni, továbbá olyan nevet, árujelzőt vagy egyéb megjelölést használni, amelyről a versenytársat, illetve annak termékét, szolgáltatását szokták felismerni.”

Ezt a rendelkezést kiegészíti a Tpvt. 6/A. §-a, amelyet a 2013. évi CCI. törvény 2014. július 1-jei hatállyal vezetett be:

„6/A. §  (1) Tilos valamely termék, szolgáltatás, dolog módjára hasznosítható természeti erő, ingatlan, értékpapír, pénzügyi eszköz vagy vagyoni értékű jog (a továbbiakban együtt: áru) értékesítésének vagy más módon történő igénybevételének előmozdítására, vagy e céllal összefüggésben a vállalkozás nevének, megjelölésének, tevékenységének népszerűsítésére vagy áru, árujelző ismertségének növelésére irányuló olyan közlés, tájékoztatás, amely közvetve vagy közvetlenül felismerhetővé teszi a vállalkozás versenytársát, vagy a versenytárs által előállított, forgalmazott vagy bemutatott, a bemutatott áruval azonos vagy ahhoz hasonló rendeltetésű árut (a továbbiakban: összehasonlító reklám), ha az
a) versenytárs vagy annak neve, áruja, árujelzője vagy egyéb megjelölése jó hírnevéből adódó tisztességtelen előnyszerzésre vezethet,
b) versenytárs vagy annak neve, áruja, árujelzője vagy egyéb megjelölése jó hírnevét sértheti,
c) az árut valamely védjeggyel vagy egyéb védett megjelöléssel ellátott más áru utánzataként vagy másolataként mutatja be, vagy
d) arra vezethet, hogy a piaci szereplők a vállalkozást versenytársával, illetve a vállalkozás nevét, áruját, árujelzőjét vagy egyéb megjelölését a versenytárséval összetéveszthessék.”

A jellegbitorlás tilalma részben a   termék jellegzetes külsejének  jogi eszközökkel való védelmét szolgálja. Ugyanakkor a polgári jogi névjogi szabályokkal rokonságban áll a versenyjogi jellegbitorlás normájának az a része, amely olyan névmegjelölés használatát tiltja, amelyről a versenytársat szokták felismerni.

## A generálklauzula
A törvény II. Fejezete a  tisztességtelen verseny tilalmát fogalmazza meg. Ebbe a körbe tartozik a törvény 2. §-a, amely szerint: "Tilos gazdasági tevékenységet tisztességtelenül - különösen a megrendelők, vevők, igénybevevők és felhasználók (a továbbiakban együtt: üzletfelek), illetve a versenytársak törvényes érdekeit sértő vagy veszélyeztető módon vagy az üzleti tisztesség követelményeibe ütközően - folytatni."
Ez a jogelv konkrét jogviták esetében is a siker reményével felhívható.

## Jellegbitorlás és iparjogvédelem
A jellegbitorlás tilalma akkor is fennáll, ha az áru  jellegzetes külseje, csomagolása, megjelölése, elnevezése nem áll iparjogvédelmi oltalom alatt. (Vagyis védjegyként, formatervezési mintaként nincs lajstromozva).  Ebben az értelemben a jellegbitorlás tényállása elsődlegesen egy kisegítő lehetőség.

## A jellegbitorlás megállapításához bizonyítandó együttes feltételek
- i) a bitorolt termék a versenytárs termékének megjelenését megelőzően a belföldi piacon ténylegesen jelen volt, és már széles körben ismert volt a fogyasztók körében;
- ii) a bitorolt termék külső megjelenésében vannak jellegzetes, kizárólag az adott termék gyártója, forgalmazója által használt egyedi jegyek;
- iii) a fogyasztók az említett egyedi, jellegzetes külső jegyeket a bitorolt termék gyártójához, forgalmazójához kötik (asszociáció követelménye); és
- iv) az említett egyedi, jellegzetes külső jegyeket tekintve a bitorolt termék a fogyasztók számára az összetéveszthetőségig hasonló a versenytárs bitorló termékéhez.[6]

## Jellegbitorlás az Egyesült Királyságban: a passing off
Az Egyesült Királyság jogának értelmében a jellegbitorlásra vonatkozó jog (law of passing off) értelmében, amely oltalmat biztosít a nem lajstromozott védjegy vagy a kereskedelmi forgalomban használt bármely más megjelölés számára, e megjelölés alapján az arra jogosult megtilthatja valamely későbbi védjegy használatát, ha a common law jellegbitorlási keresetének (action for passing off) három feltétele teljesül, nevezetesen az eljárás felperese áruinak hírneve (goodwill), az áruk és szolgáltatások megtévesztő módon történő bemutatása, miáltal ezen, a védjeggyel felkínált áruk arra vezethették az érintett vásárlóközönséget, hogy azok kereskedelmi származását a jogosultnak tulajdonítsa (misrepresentation), valamint a jogosultat mindebből esetlegesen érő kereskedelmi kár.